# Црни син
Црни син (енгл. Carbon Copy) је филм из 1981.

## Улоге
| Глумац            | Улога            |
| ----------------- | ---------------- |
| Џорџ Сегал        | Волтер Витни     |
| Сузан Сејнт Џејмс | Вивијан Витни    |
| Џек Ворден        | Нелсон Лонгхерст |
| Дик Мартин        | Виктор Бард      |
| Дензел Вошингтон  | Роџер Портер     |
| Пол Винфилд       | Боб Герви        |
| Мејкон Маколман   | Таби Ведерхолт   |

## Зарада
- Зарада у САД - 9.566.593 $